# Ꙭ
Ꙭ, ꙭ – jedna z odmian zapisu cyrylickiej litery O. Taki wariant graficzny występuje w niektórych zapisanych wczesną cyrylicą tekstach w zapisie liczby podwójnej lub mnogiej słowa oko, przykładowo ꙭчи (dwoje oczu).

## Kodowanie
| Znak                   | Ꙭ                                          | Ꙭ                                          | ꙭ                                        | ꙭ                                        |
| ---------------------- | ------------------------------------------ | ------------------------------------------ | ---------------------------------------- | ---------------------------------------- |
| Nazwa w Unikodzie      | cyrillic capital letter double monocular o | cyrillic capital letter double monocular o | cyrillic small letter double monocular o | cyrillic small letter double monocular o |
| Kodowanie              | dziesiątkowo                               | szesnastkowo                               | dziesiątkowo                             | szesnastkowo                             |
| Unicode                | 42604                                      | U+A66C                                     | 42605                                    | U+A66D                                   |
| UTF-8                  | 234 153 172                                | ea 99 ac                                   | 234 153 173                              | ea 99 ad                                 |
| Odwołania znakowe SGML | &#42604;                                   | &#xA66C;                                   | &#42605;                                 | &#xA66D;                                 |